# Famille von Massenbach
La famille von Massenbach est une ancienne famille de chevaliers de Souabe, portant le titre de baron, autrefois sous immédiateté impériale. La famille porte le nom de leur maison ancestrale à Massenbach (maintenant un quartier de Schwaigern). Les seigneurs de Massenbach sont mentionnés pour la première fois au XIIe siècle et, à partir de la lignée de Massenbach, ils forment également formé du XIVe siècle au XVIe siècle les lignées Neuhaus et Talacker, nommées d'après leurs domaines près d'Ehrstädt et de Weil der Stadt. Vers 1500, une lignée nord-allemande est également créée avec différentes propriétés en Prusse, occupant à plusieurs reprises la lignée principale sud-allemande qui s'éteint à plusieurs reprises. La famille perdure aujourd'hui encore dans le sud de l'Allemagne où elle possède de vastes propriétés foncières qui sont transférées en 1929/30 à la fondation forestière baron von Massenbach.

## Histoire

### Ascendance

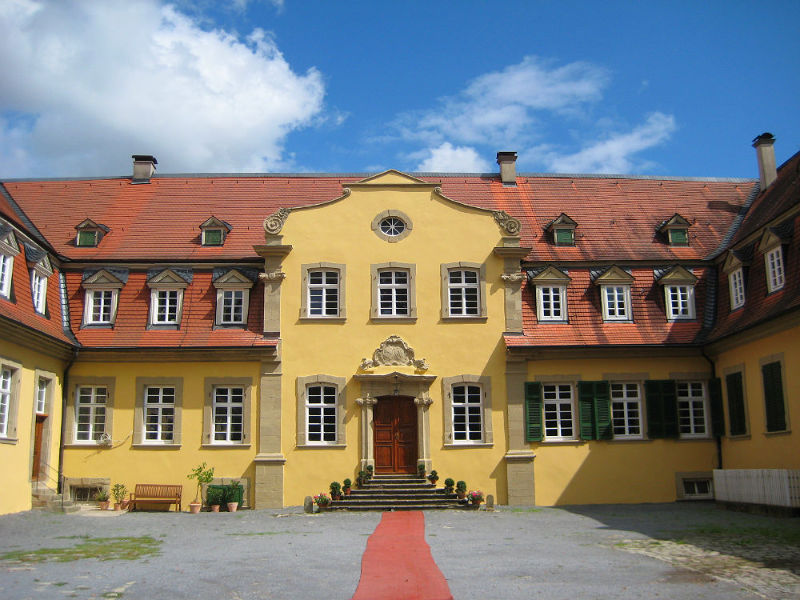

La famille est d'une même souche et d'un même blason avec les seigneurs de Gemmingen (de), qui apparaissent dans les documents le 16 août 1233 avec Hertlieb et Albertus de Gemmingen, conventuels à l'abbaye de Hirsau. Elle est mentionnée pour la première fois avec un Warmunt von Massenbach, cité en 1160 comme témoin d'une transaction entre Adelhelm von Schwaigern et l'abbaye de Hirsau. La lignée ininterrompue commence avec Henricus de Gemmingen dictus de Massenbach, qui est le premier Gemmingen à apparaître dans les documents en 1216 sous le nom de Massenbach.
Les plus anciennes possessions attestées de la famille se trouvent autour de Massenbach, près de Bretten et autour d'Hemmingen. La famille est attestée pour la première fois au siège de Massenbach en 1319. Après des changements de propriétaires dont on ne retrouve plus la trace, la famille possède le château et le village de Massenbach en tant que fief du Palatinat électoral. À cette époque, les deux lignées latérales de Neuhaus et Talacker, nommées d'après leurs propriétés, se sont formées à côté de la lignée principale de Massenbach, et une lignée nord-allemande voit également le jour au XVe siècle. La lignée principale de Massenbach s'éteint pour la première fois dans la première moitié du XVIe siècle et est occupée par Wilhelm (mort en 1558) de la lignée nord-allemande, qui fonde ainsi une nouvelle lignée sud-allemande, qui s'éteint à nouveau avec Christoph Wilhelm en 1591 et est à nouveau occupée par des héritiers de la lignée nord-allemande.

### Branche de Neuhaus

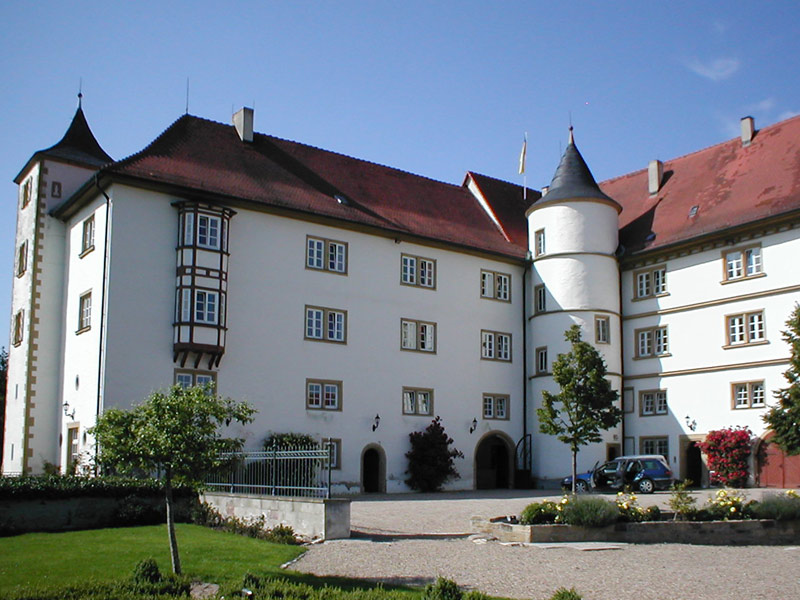
Château de Neuhaus

La branche de Neuhaus (de) remonte à Berthold von Massenbach. En 1333, celui-ci reçoit du comte Ulrich III de Wurtemberg la moitié du château de Newhus et le village d'Ehrstädt qui en fait partie, en récompense de ses services. Ses descendants s'appellent d'abord Massenbach von Neuhaus, puis vers 1410 von Neuhaus ou vom Neuenhaus. L'autre moitié du château est en possession des seigneurs de Gemmingen (de), apparentés aux Massenbach. À la suite d'un échange de biens, Philipp von (Massenbach-)Neuhaus entre en possession de l'ensemble du château en 1541. Avec Hans Philipp von Neuhaus, la branche de Neuhaus s'éteint en 1580.
Bien que détenteurs de fiefs wurtembergeois, certains membres de la lignée sont également au service du Palatinat. La lignée possède aussi temporairement la moitié d'Adersbach, mais l'échangea en 1541 contre une part de Neuhaus et d'Ehrstädt revenue entre-temps aux seigneurs de Gemmingen. Après la mort de Hans Philipp von Neuhaus, le fief d'Ehrstadt revient en 1580 au Wurtemberg en 1580 et est attribué aux seigneurs de Degenfeld (de), dont il revient en 1926 par succession aux barons de Gemmingen, qui possèdent encore aujourd'hui le château de Neuhaus (de).

### Branche de Talacker
La branche de Talacker s'appelle d'après sa propriété dans la localité abandonnée de Talacker près de Weil der Stadt, a parfois aussi des droits sur Rinklingen et porte souvent le surnom de Armleder au XIVe siècle. Au XVe siècle, les Talacker sont pour la plupart au service du Palatinat électoral. Un représentant connu de la lignée est Hans Talacker, qui participe en 1462 à la bataille de Seckenheim en 1462, plus tard à de nombreuses querelles, notamment contre la ville impériale d'Heilbronn, les margraves de Bade et la maison de Wurtemberg et devient le professeur de Götz von Berlichingen. Son fils Hans II (mort en 1554) et son petit-fils Hans Jakob (mort en 1587) sont au service du Wurtemberg : Hans II est maître de cour du Wurtemberg, Hans Jakob est vidame à Balingen et Weinsberg.

### Branche nord-allemande
La ligne nord-allemande remonte à Berthold IX (mort vers 1523), qui est probablement arrivé avant 1466 sur le territoire de l'Ordre teutonique en Prusse et a acquis de plus grandes propriétés près de Balga sur la lagune de la Vistule (dont le manoir de Bregden (de)), que ses fils augmentent de biens à Stuttehnen, Windkeim (de), Paplauken (de) et Cordommen. Entre ses fils, un partage successoral a lieu en 1537, Berthold X (mort en 1555) recevant les biens nord-allemands et Guillaume (mort en 1558) le siège familial de Massenbach, auparavant géré en commun. La branche sud-allemande s'étant à nouveau éteinte après trois générations, le siège familial de Massenbach fait à nouveau l'objet d'un partage successoral entre les quatre fils de Berthold X : tandis qu'Henri l'Ancien (mort en 1602) gérait les biens sud-allemands, Hans (mort en 1607) est maréchal de la cour du roi de Suède Charles IX. Les frères Georg IV (mort en 1598/99) et Wilhelm V (mort en 1609) œuvrent en Prusse. Les fils de Wilhelm perpétuent la branche sud-allemande, les fils de Georg celle nord-allemande. Le petit-fils de Georg, Fabian II (1608-1688), est commandant de Memel et poursuit la séparation des branches familiales en vendant ses parts à Massenbach en 1682. Sous ses petits-enfants, les trois branches familiales nommées d'après leurs domaines de l'époque, Posewangen (de), Rodmannshöfen (de) et Stuttehnen. La branche nord-allemande occupe de hautes fonctions administratives et militaires prussiennes. Leo von Massenbach (de) (1797–1880) est président du district de Düsseldorf et fait élever les branches de Rodmannshöfen et Stuttehnen au rang de baron prussien en 1850. Leonhard von Massenbach (de) (1835-1883) est l'administrateur de l'arrondissement du Haut-Taunus.

### Branche sud-allemande
Wilhelm von Massenbach (mort en 1558) reçoit en 1537, lors du partage de l'héritage entre les fils de Berthold IX, le siège de la famille à Massenbach. Il est au service du Wurtemberg depuis 1519 et est bailli en chef à Göppingen et Brackenheim, ainsi que conseiller de guerre pour la Ligue de Smalkalde à partir de 1536 et commandant de la forteresse d'Hohenasperg à partir de 1553. En 1530, il introduit la Réforme dans ses territoires. En 1556, il reçoit le ban du sang de l'empereur Charles Quint et donc l'immédiateté impériale. Son fils Severin (mort en 1568) est conseiller du Wurtemberg et reçoit le château d'Ebersberg (de), que son père a déjà acquis, comme fief. Avec son fils Christoph Wilhelm, la branche sud-allemande s'éteint à nouveau en 1591. La propriété est partagée entre les quatre fils de Berthold X de la lignée nord-allemande. Après que Massenbach a été initialement administré par Henri l'Ancien (mort en 1602), les fils de son frère Wilhelm V (mort en 1609) continuent la branche sud-allemande.

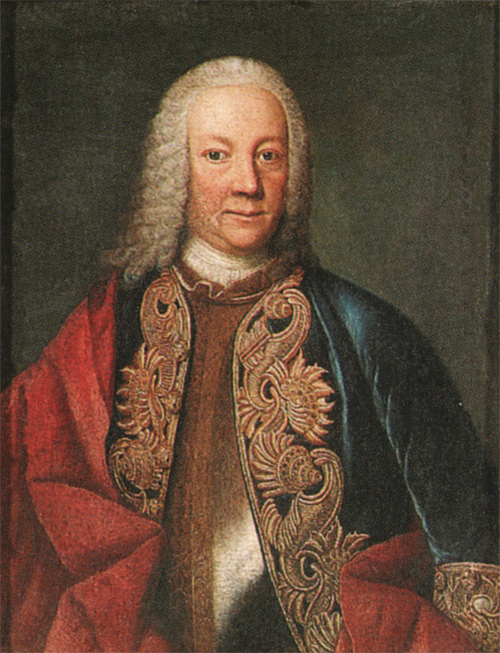
Georg Wilhelm von Massenbach (1721-1788)

Pendant la guerre de Trente Ans, Massenbach est temporairement dépeuplé et les seigneurs locaux séjournent également dans d'autres lieux. Le petit-fils de Wilhelm V, Georg Bernhard (1629-1679), est commandant de Donauwörth, son frère Philipp Adam (1621-1702) et son fils Nikolaus (mort en 1728) sont au service militaire français et acquièrent des biens en Lorraine. Seul Reinhold von Massenbach (1650-1730), arrière-petit-fils de Wilhelm V, s'installe à nouveau à Massenbach en 1691. En 1682, il a acquis les parts de la branche nord-allemande dans la localité et détient ainsi les trois quarts du fief. En 1709, Friedrich von Massenbach (1686-1730), un petit-fils de Georg Bernhard redevenu catholique, s'installe également à Massenbach. Les deux branches confessionnellement différentes sur place sont à l'origine de fréquentes disputes au XVIIIe siècle. Georg Wilhelm von Massenbach (1721-1788), petit-fils de Georg issu de la lignée protestante, fait construire le château de Massenbach (de) à la place du château détruit et réforme l'agriculture sur ses domaines. En 1767, la commune proteste par une plainte auprès du Palatinat électoral contre les nouvelles taxes et corvées qui en découlent et trouve le soutien de Josef Johann Adam von Massenbach (1710-1792), de la branche catholique. Les litiges ne sont réglés qu'en 1791 par un accord, et également par le fait que la branche catholique, qui porte à nouveau le surnom de Gemmingen à partir de 1768 avec Josef Johann Adam, vend ses parts de Massenbach à la lignée protestante et se retire dans ses propriétés de Bade et de Bavière.
Après 1760, la branche sud-allemande à Massenbach se ramifie temporairement en deux lignées nommées d'après leurs domiciles : le château supérieur (Georg Wilhelm (1721-1788) et ses descendants) et le château inférieur (le frère de Georg Wilhelm, Johann Reinhold Dietrich (1719-1791) et son fils Christoph Julius (1758-1835)). Le château inférieur n'est cependant qu'une imposante maison d'habitation qui, après l'extinction rapide de la branche familiale, est utilisée comme auberge "zum Adler" et, tout comme le château catholique, la propriété de la lignée catholique est démolie en 1993/1994. En revanche, la lignée du château supérieur acquit, avec les fils de Georg Wilhelm, une importance qui dépasse largement la localité : Friedrich Reinhard Wilhelm (1749-1816) est chevalier conseiller du canton de chevalerie de Kraichgau (de), devient chambellan de Wurtemberg en 1809 et dirige plus tard une section du collège de guerre . Son frère Christian von Massenbach (1758-1827) est au service militaire prussien et reçoit le domaine de Bialokosz en Prusse du Sud, où il fonde une branche latérale prussienne de la branche sud-allemande, dont la propriété est encore augmentée d'autres domaines comme Pinne et Konin parmi ses descendants, dont le député du parlement d'Erfurt Georg Sylvius von Massenbach (1799-1885) et le président du district de Marienwerder Christian Julius von Massenbach (1832-1904). Un autre fils de Georg Wilhelm, Dorotheus Friedrich Eberhard Ferdinand (1760-1825), est conseiller de guerre secret à Berlin, conseiller d'État du Wurtemberg en 1811 et directeur de la Chambre des comptes du Wurtemberg en 1817. Les filles de Dorothée sont dames d'honneur aux cours de Stuttgart et de Schwerin.
Lors de la médiation de la chevalerie impériale en 1806, les barons de Massenbach conservent leur titre baronnial « traditionnel ». La propriété familiale du Wurtemberg, qui est gérée comme une fidéicommis familiale, est transférée à une fondation forestière qui existe encore aujourd'hui par la loi de dissolution des fidéicommis de 1929/30.

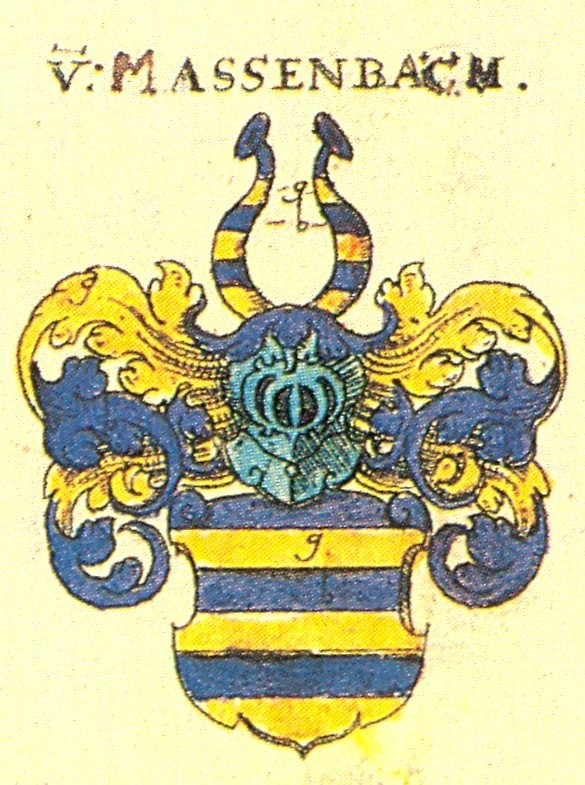
Armoiries dans les armoiries de Siebmacher

## Armes

Armoiries de la famille von Massenbach

Les armoiries de la famille montrent deux barres dorées en bleu. Sur le casque aux lambrequins bleu et or figurent deux cornes de buffle inscrites comme le bouclier.

## Personnalités

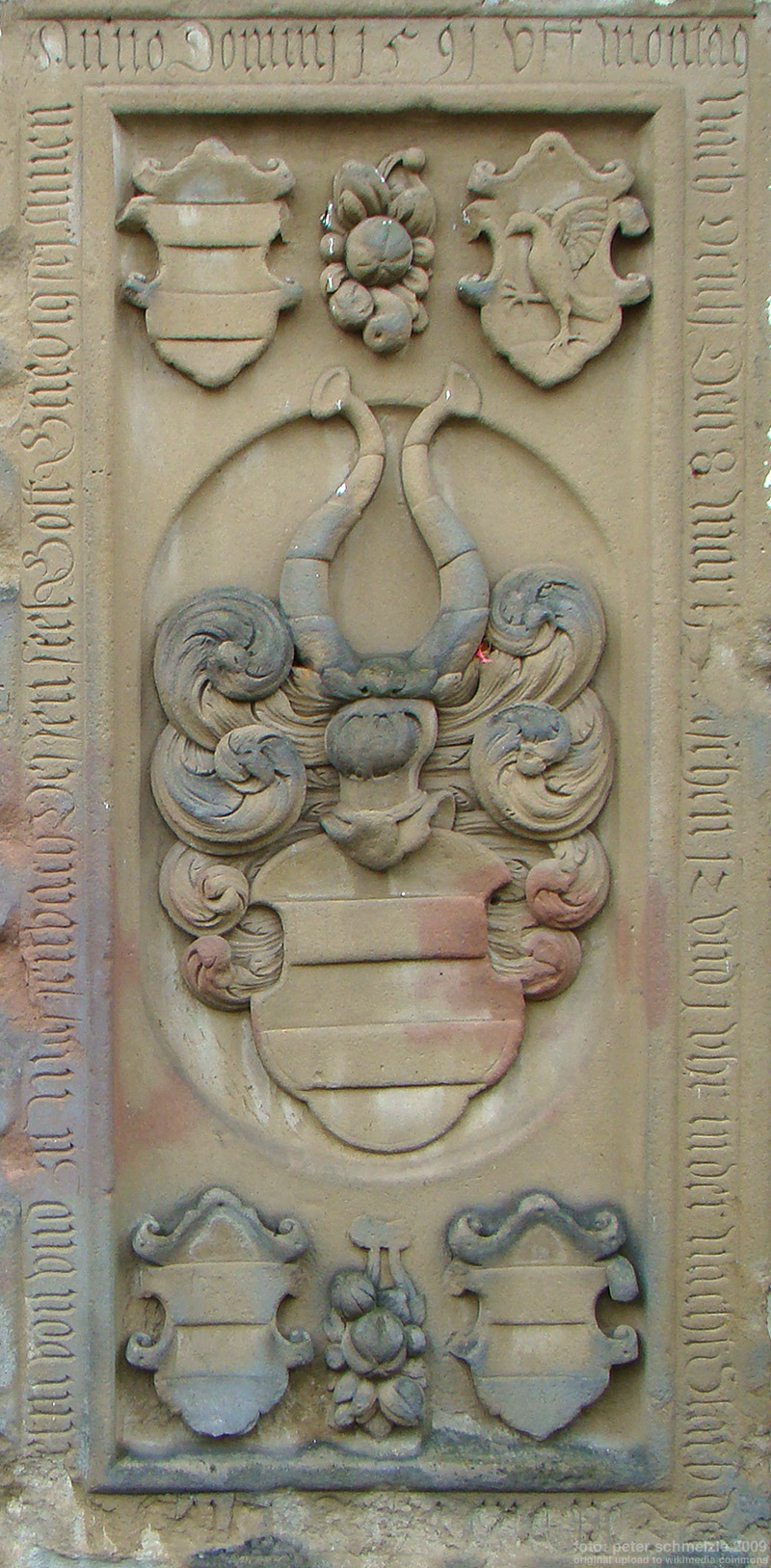
Pierre tombale de Christoph Wilhelm von Massenbach (mort en 1591) à l'

- Adolf von Massenbach (1868–1947), administrateur de l'arrondissement de Wreschen et président du district de Potsdam[3]
- Alexander von Massenbach (de) (1818–1891), lieutenant général prussien
- Fritz von Massenbach (de) (1861–1915), administrateur de l'arrondissement de Flatow (de)[4]
- Karl von Massenbach (1752-1821), général de division prussien
- Peter von der Heydt baron von Massenbach (de) (1938–2008), député du Bundestag pour la CDU
- Wichard von Massenbach (de) (1909–1998), gynécologue allemand et doyen fondateur de l'Académie de médecine de Lübeck
- Colonel baron Eugen von Massenbach, pilote, commandant de brigade de chars et participant à l'expédition sino-suédoise sur la route de la soie de Sven Hedin.